# Убаган (село)
Убаган (каз. Обаған) — село в Узункольском районе Костанайской области Казахстана. Входит в состав Убаганского сельского округа. Код КАТО — 396653300.

## Население
В 1999 году население села составляло 610 человек (288 мужчин и 322 женщины). По данным переписи 2009 года, в селе проживали 582 человека (278 мужчин и 304 женщины).
На начало 2019 года население села составило 339 человек (185 мужчин и 154 женщины).

## Известные жители и уроженцы
- Айтмухамбетов, Ахметгалий (1908—1969) — Герой Социалистического Труда.